# Inge Stoll
Ingeborg (Inge) Stoll-Laforge (Stolberg-Breinig, 11 februari 1930 - Brno, 24 augustus 1958) was een West-Duits bakkeniste in de zijspanrace.

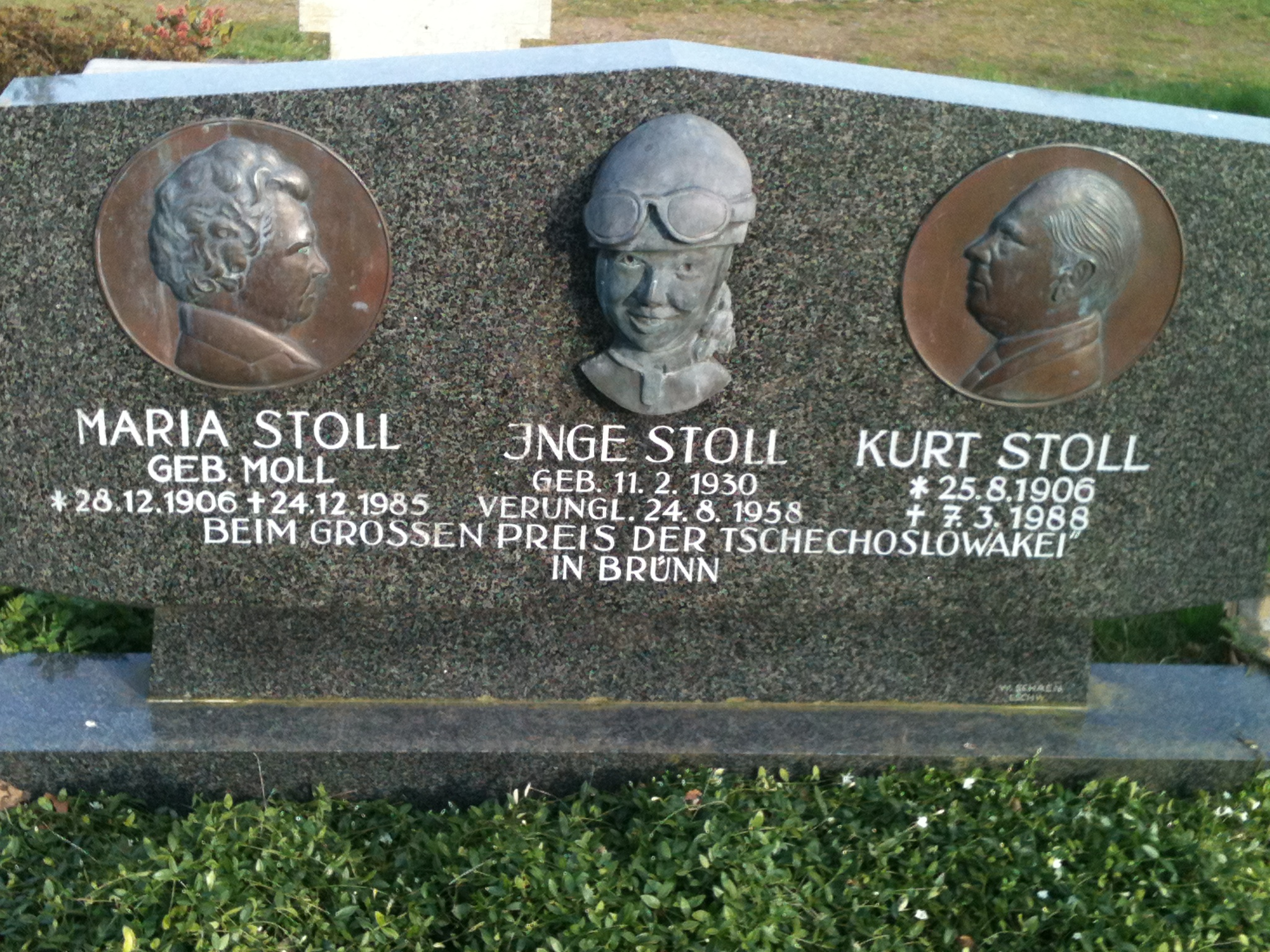
familiegraf van Inge Stoll met haar ouders

Stoll kwam uit een familie van motorenthousiasten, haar vader Kurt had als zijspancoureur met zijn vrouw als passagier enige successen. Inge Stoll begon als zeventienjarige in het zijspan bij haar vader, maar behaalde met haar latere sportpartner Jacques Drion meer successen. In 1952 en 1954 werd het duo Drion/Stoll kampioen van Frankrijk, en in de seizoenen 1952 tot 1957 namen zij deel aan de wereldkampioenschappen met hun Norton. Alhoewel zij nooit wereldkampioen werden, behaalden zij elk van die seizoenen een verdienstelijke plaats bij de eerste 11, met als beste resultaat een derde plaats in 1954.
In 1954 was Stoll de eerste vrouw die startte in de Tourist Trophy van het eiland Man, en met Drion behaalde zij daar een vijfde plaats. In Helsinki won het duo in 1958 de grote prijs van Finland (die overigens niet meetelde voor het wereldkampioenschap). In datzelfde jaar wonnen zij ook de races op het Circuit de Pernes-les-Fontaines en Circuit d'Obernai (beide in Frankrijk).
Stoll trad in mei 1958 in het huwelijk met Manfred Grunwald, die een jaar daarvoor als zijspanpassagier met Fritz Hillebrand wereldkampioen was geworden. Zij maakte bekend dat ze na het lopende seizoen zou stoppen met racen, maar drie maanden later tijdens de grote prijs van Tsjechoslowakije verloren Drion en Stoll in de laatste ronde de macht over hun motorfiets waarbij zij een hek raakten en enkele keren over de kop vlogen. Stoll overleed ter plaatse en Drion werd afgevoerd naar het ziekenhuis waar hij later die dag overleed.